# Carmelo José Navarro Careaga
Carmelo Navarro (Múrcia, 25 de març de 1959) és un exfutbolista murcià. Va jugar de defensa central i va desenvolupar la major part de la seva carrera en el Cadis CF.

## Trajectòria
De ben jove, la seva família emigra a La Corunya. Allí, començaria a jugar al futbol i les seves habilitats no van passar inadvertides per als tècnica de l'Ural, un equip de pedrera de La Corunya, que el va incorporar a les seves seccions inferiors.
Més tard, es traslladen a la província de Cadis, i tal com el va succeir a La Corunya, aviat es va fixar en ell algú del Safa San Luis, on el defensa va començar a jugar en categoria juvenil. Primer de lateral esquerre, però aviat va haver de jugar de central per la lesió de dos dels seus companys. En principi sols seria per una temporada, però al final va acabar desenvolupant tota la seva carrera en aquesta posició. En el seu últim any de categoria juvenil, tècnics del Racing Portuense s'havien fixat en ell, i volien que s'incorporés a l'equip.
Amb tot just 18 anys donava el salt a Segona B. Carmelo va jugar dues temporades en el Racing Portuense: la 1977/78 i la 78/79. En l'estiu de 1979, un directiu de la UD Salamanca, que llavors jugava en Primera divisió va veure jugar a Carmelo i el va fitxar per a l'equip charro. En el seu segon any a Salamanca, el servei militar, que ja havia ajornat en un parell d'ocasions, el va obligar a incorporar-se a files. Després d'algunes setmanes a Cartagena i Ferrol, acaba a Madrid, des d'on podia anar a entrenar a Salamanca dues vegades en setmana. Una vegada jurada la bandera, Carmelo es reincorpora a l'equip en el tram final de lliga col·laborant a aconseguir que el Salamanca tornés a lassolir una nova permanència en Primera.
La temporada 81/82, Carmelo és traspassat al Real Betis. Va romandre allí dues temporades arribant fins i tot a debutar en la Copa de la UEFA, visitant equips com el Benfica. El club sevillà va decidir cedir al futbolista al Recreativo de Huelva. En la seva primera etapa amb el Decano, Carmelo és titular pràcticament en tots els partits. Aquesta vegada no s'aconsegueix l'objectiu i l'equip onubenc descendeix a Segona Divisió B.
Carmelo retornaria a la disciplina bética. A la fi de 1984 es trenca el genoll dret per complet, quedant en blanc el que restava de temporada i el començament de la següent. Després de la seva lesió, sol·licita ser cedit novament al Recreativo. Allí comença la nova temporada, però al novembre de 1985, jugant a Elx el defensa es lesiona el genoll esquerre i passa altra temporada en blanc. L'equip bètic, amb el qual encara tenia contracte, considera que després de dues lesions en sengles genolls, la carrera futbolística de Carmelo ha arribat a la seva fi, i li dona la carta de llibertat.
Però Carmelo no volia retirar-se i torna a Huelva on decideixen donar-li altra oportunitat. El defensa comença sense cobrar, treballant primer en solitari en el gimnàs, i després a poc a poc amb els seus companys, amb l'esperança de tornar als terrenys de joc. Al començament de la temporada 1986/87, Carmelo ressuscita para el futbol. El Recreativo li fa contracte, i l'entrenador, Víctor Espárrago compta amb ell com a titular. A final de temporada el conjunt es queda a les portes de tornar a la primera divisió.
La temporada següent, juntament amb Espárrago, fitxa pel Cadis CF. El primer any de Carmelo en l'equip groc, no només s'aconsegueix la permanència, sinó que fins a la data se signa la millor classificació de la història de l'equip en primera divisió. La resta de temporades, les lesions i sancions van respectar a Carmelo, que de seguida es va fer amb la capitania de l'equip. La seva mitjana de partits per temporada no baixava mai de 38. Finalment decideix retirar-se als 35 anys, en la temporada 1993/94.
Posteriorment va seguir vinculat al món del futbol col·laborant amb Canal+ en les retransmissions dels partits de Segona divisió.